# 34272 Veeramacheneni
34272 Veeramacheneni este o planetă minoră (asteroid), cu un diametru de 2,954 km, din centura de asteroizi. A fost descoperită pe 26 august 2000 la Experimental Test Site⁠(d) de Lincoln Near-Earth Asteroid Research. 
Obiectul prezintă o orbită caracterizată de o semiaxă mare de 2,5722028 UAi, o excentricitate de 0,02, o înclinație de 9,9692 ° în raport cu ecliptica.